# Máximo Etchecopar
Máximo Etchecopar (19 de febrero de 1912-20 de marzo de 2002) fue un diplomático argentino, escritor y uno de los primeros adherentes de carácter nacionalistas del país y de la élite intelectual.

## Carrera política
Nació en San Miguel de Tucumán, Etchecopar concurrió a la Universidad de Buenos Aires y se graduó en Derecho. Fue parte de un movimiento cultural católico junto con Leopoldo Marechal y Francisco Luis Bernárdez. Fue discípulo y amigo de José Ortega y Gasset, y se volvió aliado de Rodolfo Irazusta y Carlos Ibarguren. Escribió en diarios como Sol y Luna y Nueva Política en defensa de oligarquía y en defensa de Juan Manuel de Rosas. Además publicó en Balcón, el periódico antisemita de extremista Julio Meinvielle. En 1942 fue uno de los principales delegados en el Congreso de la Recuperación Nacional llevado a cabo en Buenos Aires, un intento fallido de unir diversas fuerzas nacionalistas argentinas del todo el país.

## Diplomacia
Luego del intento fallido del congreso, se volvió cercano a Mario Amadeo y por influencia de éste comenzó a apoyar al presidente Arturo Frondizi, escapando de sus posturas nacionalistas. Etchecopar pronto se ocuparía de lleno en tareas diplomáticas, ocupando numerosos cargos diplomáticos. Fue Cónsul General en El Cairo de 1947 a 1948 cuando se trasladó a Londres, donde estuvo destinado hasta 1949. Fue Embajador ante la Santa Sede de 1950 a 1955 y recibió tanto la Orden de Pío IX y Caballero de Gracia Magistral de la Soberana Orden de Malta por sus servicios. Subsecuentemente fue embajador de la Argentina en Suecia, Perú, México, Colombia y Suiza, mientras que también se desempeñó al frente del instituto de formación de diplomáticos, el Instituto del Servicio Exterior de la Nación, entre 1966 a 1969.

## Escritos
Etchecopar también se destacó como escritor, entre sus principales libros se incluían Breve y varia lección, Unos papeles de Lofredo Paz, Con mi generación, Historia de una afición a leer, Esquema de la Argentina y El fin del Nuevo Mundo. La última obra, publicada en 1984, tuvo particularmente una buena recepción en estudios sobre el continente americano en lengua española.